# James Wilson
James Wilson (14 de Setembro de 1742 — 21 de Agosto de 1798), foi um dos 56 signatários da Declaração de Independência dos Estados Unidos em 4 de Julho de 1776. Os seus conhecimentos sobre governação eram tais que frequentemente é considerado como o mais erudito dos Pais Fundadores dos Estados Unidos.
Eleito duas vezes para o Congresso Continental, foi um dos seis primeiros juízes nomeados por George Washington para a Suprema Corte dos Estados Unidos, em 1789.